# Mukhran Vakhtangadze
Mukhran Vakhtangadze (n. 22 ianuarie 1973, Batumi, Georgia) este un luptător ce a reprezentat Georgia, medaliat olimpic. A participat la 2 ediții ale Jocurilor Olimpice (2000, 2004) în care a câștigat o medalie de bronz.